# Роллінс (Монтана)
Роллінс (англ. Rollins) — переписна місцевість (CDP) в США, в окрузі Лейк штату Монтана. Населення — 192 особи (2020).

## Географія
Роллінс розташований за координатами 47°54′38″ пн. ш. 114°11′41″ зх. д. / 47.91056° пн. ш. 114.19472° зх. д. (47.910549, -114.194843).  За даними Бюро перепису населення США в 2010 році переписна місцевість мала площу 7,45 км², уся площа — суходіл.

## Демографія
Згідно з переписом 2010 року, у переписній місцевості мешкало 209 осіб у 102 домогосподарствах у складі 64 родин. Густота населення становила 28 осіб/км².  Було 260 помешкань (35/км²).
Расовий склад населення:
| - 97,1 % — білих - 0,5 % — вихідців з тихоокеанських островів - 0,5 % — корінних американців |

До двох чи більше рас належало 1,9 %. Частка іспаномовних становила 0,5 % від усіх жителів.
За віковим діапазоном населення розподілялося таким чином: 18,2 % — особи молодші 18 років, 48,8 % — особи у віці 18—64 років, 33,0 % — особи у віці 65 років та старші. Медіана віку мешканця становила 57,3 року. На 100 осіб жіночої статі у переписній місцевості припадало 104,9 чоловіків;  на 100 жінок у віці від 18 років та старших — 103,6 чоловіків також старших 18 років.
За межею бідності перебувало 26,8 % осіб, у тому числі 35,2 % дітей у віці до 18 років та 26,2 % осіб у віці 65 років та старших.
Цивільне працевлаштоване населення становило 114 особи. Основні галузі зайнятості: освіта, охорона здоров'я та соціальна допомога — 28,9 %, будівництво — 26,3 %, науковці, спеціалісти, менеджери — 13,2 %, роздрібна торгівля — 12,3 %.